# Slípka takahe
Slípka takahe (Porphyrio mantelli), maorsky mōho, je vyhynulý druh chřástalovitého ptáka, který se vyskytoval na Severním ostrově Nového Zélandu. 

## Systematika
Druh popsal v roce 1848 britský biolog Richard Owen na základě kosterních pozůstatků z jižního Taranaki, které mu v roce 1847 dodal sběratel Walter Mantell. Owen nový druh pojmenoval jako Notornis mantelli. Druhové jméno mantelli odkazuje ke zprostředkovateli vzorků Walteru Mantellovi. Tento taxon byl dlouho považován za konspecifický (náležící k témuž druhu) ke slípce novozélandské (Porphyrio hochstetteri). Někdy byl považován za její poddruh a tedy označována jako Porphyrio hochstetteri mantelli. Morfologická studie z roku 1996 nicméně ukázala, že se jednalo o samostatné druhy. Bylo též prokázáno, že oba taxony mají nezávislý evoluční původ a dokonce nepředstavují nejbližší příbuzné.

## Popis
Na základě kosterních pozůstatků se jednalo o statného ptáka, který byl dokonce větší než slípka novozélandská, což je vůbec největší žijící představitel chřástalovitých. Z fosilních nálezů lze usuzovat, že slípka takahe se vyskytovala v močálovitých, travnatých i zalesněných biotopech.

## Vyhynutí
Druh vyhynul někdy po příchodu Maorů na Nový Zéland (konec 13. století) a za hlavní příčinu jeho vyhynutí se považuje lov Maory a ústup lesů Severního ostrova z nížinatých poloh následkem maorského odlesňování. Z roku 1894 pochází zpráva, že zeměměřič v pohoří Ruahines odchytl ptáka, jehož kůži maorští stařešinové rozpoznali jako ptáka mohoau, což je jiné jméno pro mōho, čili slípku takahe. Kůže se nicméně nedochovala, takže není možné ověřit věrohodnost příběhu. V případě jeho pravdivosti by tento jedinec byl posledním známým exemplářem slípky takahe.